# بخش کی‌ان
بخش کی‌ان (به فرانسوی: Arrondissement de Cayenne) یک بخش در فرانسه است که در گویان فرانسه واقع شده‌است.